# شهرستان که‌دونگ
شهرستان که‌دونگ (به چینی: 克东县) یک شهرستان در استان هئی‌لونگ‌جیانگ چین است که در تابعیت شهر چیچیهار قرار دارد.

## تقسیمات اداری
شهرستان که‌دونگ به ۵ شهرک و ۲ قصبه تابعه تقسیم شده است. یازده «میدان» هم‌سطح قصبه نیز تابع این شهرستان می‌باشند، مانند نواحی اداری مزارع و مراتع.
- شهرک باوچوان (宝泉镇، Bǎoquán zhèn)
- شهرک چاده پویو (玉岗镇، Púyù lù zhèn)
- شهرک چیان‌فنگ (乾丰镇، Qiánfēng zhèn)
- شهرک که‌دونگ (克东镇، Kèdōng zhèn)
- شهرک یوگانگ (玉岗镇، Yùgǎng zhèn)

- قصبه چانگ‌شنگ (昌盛乡، Chāngshèng xiāng)
- قصبه رون‌جین (润津乡، Rùnjīn xiāng)

- میدان اصلاح نباتات درخت میوه (果树繁殖场، Guǒshù fánzhíchǎng)
- میدان بذرکاری ۱ام (第一良种场، Dì yī liángzhǒngchǎng)
- میدان بذرکاری ۲ام (第二良种场، Dì èr liángzhǒngchǎng)
- میدان پرورش بز شیری هونگ‌چی (红旗奶山羊场، Hóngqí nǎishānyángchǎng)
- میدان جنگل‌داری آی‌هوا (爱华林场، Àihuá línchǎng)
- میدان جنگل‌داری دونگ‌شینگ (东兴林场، Dōngxìng línchǎng)
- میدان جنگل‌داری فاژان (发展林场، Fāzhǎn línchǎng)
- میدان زادآوری خوک (种猪场، Zhǒngzhūchǎng)
- میدان زراعتی جیان‌یه (建业农场، Jiànyè nóngchǎng)
- نهالستان ۱ام (第一苗圃، Dì yī miáopǔ)
- نهالستان ۲ام(第二苗圃، Dì èr miáopǔ)